# Dendrobium setosum
Dendrobium setosum är en orkidéart som beskrevs av Rudolf Schlechter. Dendrobium setosum ingår i släktet Dendrobium, och familjen orkidéer. Inga underarter finns listade i Catalogue of Life.